# Clássicos Disney
Clássicos Disney ou Coleção Disney é uma marca utilizada pela Walt Disney Studios Home Entertainment inicialmente para o lançamento em home media das animações da Walt Disney Animation Studios, começando em 1984 com o lançamento em VHS de Branca de Neve e os Sete Anões e se encerrou com The Fox and the Hound nos Estados Unidos e Canadá, em 1994, sendo substituída pela marca Masterpiece Colecction. No entanto, a Walt Disney Company continua utilizando a marca em outros países e para produtos diversos como Silly Symphonies e livros. Por exemplo no Brasil, os Clássicos Disney também foram uma coleção de livros infantis que vinham acompanhados de fitas K7 com as mesmas histórias contidas nos livros, lançados no início dos anos 90 pela editora Nova Cultural.
A série em VHS dos Clássicos Disney foi bastante popular e por isto a marca virou sinônimo para qualquer animação lançada pela Disney.

## Discos de vinil
As histórias contidas nas fitas, na verdade já tinham sido lançadas em LP's na década de 1970 pela Editora Abril, mas sem o acompanhamento dos livros. 
As histórias das fitas e dos LP's foram adaptadas por Edy Lima, narradas por Ronaldo Batista, e interpretadas pelo elenco da RCA.
Foram também publicadas pela mesma Editora e na mesma década Livros com imagens dos filmes, em formato quadrado, acompanhados de disco da historia em "single" sobre várias historias Disney; entre os títulos contava-se "Pedro e o Lobo", Belinda,a Baleia Cantora, A família Robinson, Mickey e o Pé de Feijão, Mogli,O rei vai nu, Branca de Neve e os Sete Anões, Cinderela, Chapeuzinho Vermelho, João Tristão, entre muitos mais.

## Filmes
Os filmes produzidos pela Walt Disney Animation Studios são considerados os Clássicos Disney, como Branca de Neve, A Bela e a Fera, Cinderella, A Pequena Sereia, Rei Leão, Bambi. No entanto, a numeração dos Clássicos Disney não é uniforme, sendo diferente no Reino Unido; onde Selvagem é considerado um Clássico Disney. 